# Pseudolasius sumatrensis
Pseudolasius sumatrensis é uma espécie de formiga do gênero Pseudolasius, pertencente à subfamília Formicinae.